# Rafinha (fotbalista, 1985)
Márcio Rafael Ferreira de Souza známý zkráceně jako Rafinha (* 7. září 1985, Londrina, Brazílie) je brazilský fotbalový obránce a bývalý reprezentant, který je od ledna roku 2021 bez angažmá. Naposledy hájil barvy řeckého klubu Olympiakos Pireus.

## Klubová kariéra
Rafinha začal svou profesionální kariéru v brazilském klubu Coritiba Foot Ball Club. V srpnu 2005 po vydařeném vystoupení na mistrovství světa U20 v Nizozemsku přestoupil do německého bundesligového celku FC Schalke 04. V letech 2010–2011 hrál za italský FC Janov.
V červenci 2011 podepsal smlouvu s německým klubem FC Bayern Mnichov. S Bayernem nasbíral celou řadu triumfů, v Bundeslize, německém poháru, DFL-Supercupu, Lize mistrů UEFA 2012/13, Superpoháru UEFA 2013 a Mistrovství světa ve fotbale klubů 2013.

## Reprezentační kariéra
Rafinha se představil v dresu brazilské reprezentace do 20 let na Mistrovství světa hráčů do 20 let 2005 v Nizozemsku, kde Brazílie získala bronzové medaile.

Zúčastnil se i Letních olympijských her 2008 v Číně, kde bral s týmem bronzové medaile.
V A-mužstvu Brazílie debutoval v roce 2008, druhý start si připsal až v roce 2014.